# Beylicato de Saruhan

Mapa de los Beylicatos de Anatolia.

El beylicato de Saruhanoğlu (también llamado Saruhan o Saruhanoğulları) fue uno de los beylicatos turcos de Anatolia entre 1304 y 1410 y tenía por capital, desde 1313, la ciudad de Magnesia del Sipilos, en la actual Turquía. Originariamente era un beylicato vasallo del beylicato de Germiyanoğlu, pero después de 1304 el jefe tribal Saruhan se independizó. En 1410 el sultán Mehmed I asesinó al bey Hizir y el territorio fue incorporado al Imperio otomano.